# Gerd Stiefel

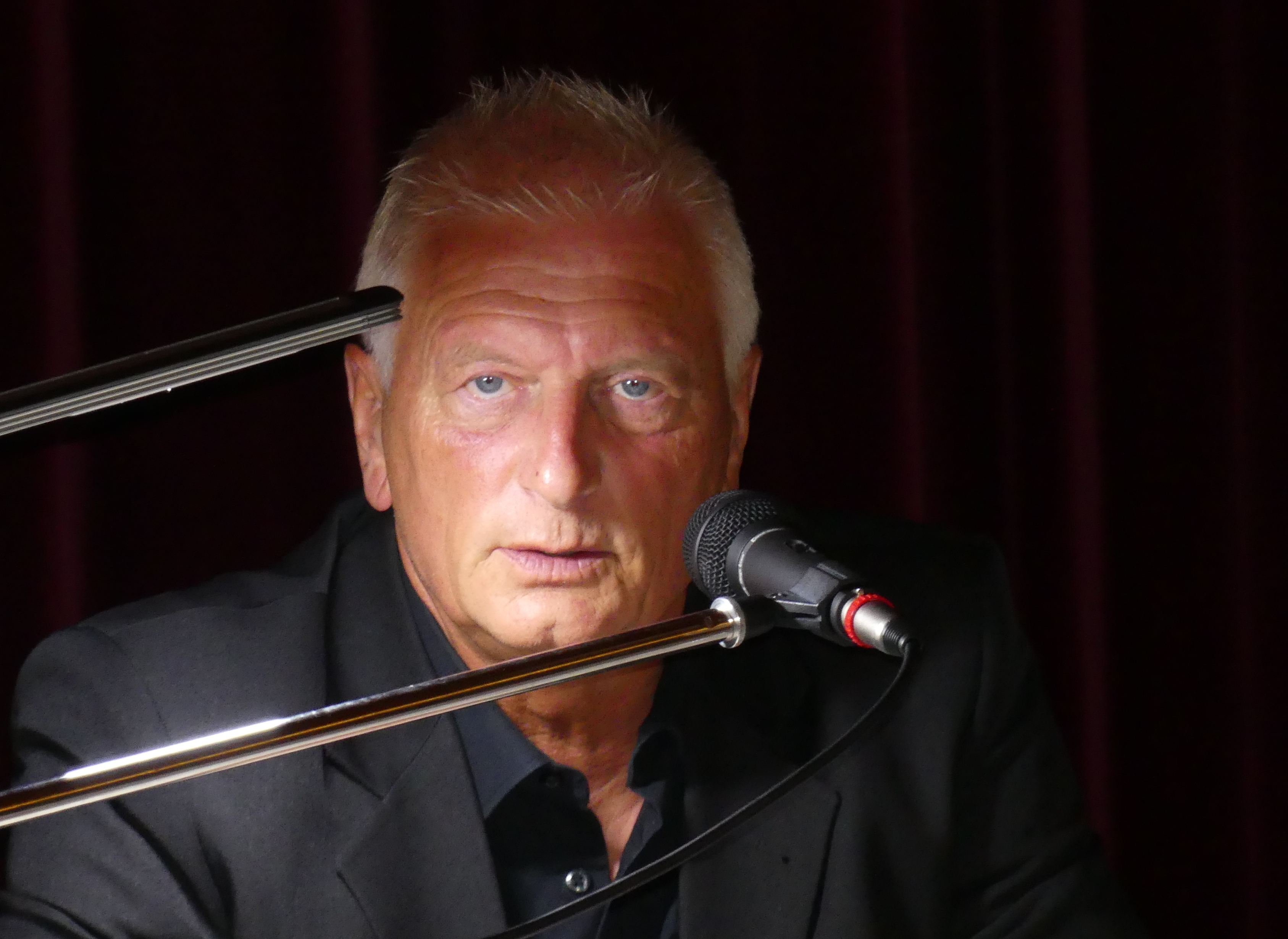
Gerd Stiefel, 2023

Gerd Stiefel (* 16. November 1959 in Ebingen) ist ein deutscher Leitender Kriminaldirektor i. R. und Autor historischer Romane und Kriminalliteratur.

## Leben
Nach dem Abitur im Jahr 1979 begann Gerd Stiefel eine Ausbildung für den Polizeidienst bei der Bereitschaftspolizei in Biberach. 1984 nahm er ein Studium an der Hochschule für Polizei Baden-Württemberg in Villingen-Schwenningen auf und war anschließend mehrere Jahre beim Landeskriminalamt in Stuttgart tätig. 1993 folgten eine Ausbildung und ein Studium für den höheren Polizeivollzugsdienst an der Polizei-Führungsakademie in Münster. Neben seiner beruflichen Laufbahn nahm Stiefel ab 1987 ein Studium der Sozialwissenschaften, Geschichte und Jura an der Fernuniversität in Hagen auf. Seine Magisterarbeit, die 1996 unter dem Titel Prognose krimineller Karrieren veröffentlicht wurde, stellte einen wichtigen Teil seiner akademischen Laufbahn dar. Das Studium schloss er im Jahr 2000 mit dem akademischen Grad Magister Artium ab.
Stiefel stieg im Jahr 1995 als Kriminalrat in den Höheren Polizeivollzugsdienst auf und war zunächst als Referent im Innenministerium tätig. 1996 übernahm er die Leitung der Inspektion Ermittlungen bei der Polizeidirektion Waiblingen. Zwei Jahre später wurde ihm die Leitung der Kriminalpolizei Konstanz übertragen. Diese Position hatte er bis 2010 inne, parallel zu seiner Rolle als stellvertretender Leiter der Polizeidirektion Konstanz.
Ein Einschnitt in Gerd Stiefels beruflicher Laufbahn war im Jahr 2004 eine für ihn 16 Monate andauernde Auslandsmission, bei der er in Skopje (Mazedonien) eine Task Force bildete und verschiedene Führungsaufgaben übernahm, darunter die des Personal- und stellvertretenden Verwaltungsleiters. Die Mission umfasste 27 Nationen. 2006 kehrte er als Kriminaldirektor nach Konstanz zurück und wurde 2010 zum Leiter der Polizeidirektion Sigmaringen bestellt.  Nach der Polizeistrukturreform 2014 leitete er die Direktion Polizeireviere im Polizeipräsidium Konstanz und ab 2020 bis zu seiner Pensionierung 2021 die Schutzpolizeidirektion des Präsidiums in Tuttlingen.
Gerd Stiefel lebt mit seiner Familie am Bodensee.

### Schriftstellerische Tätigkeit
Zum Schreiben fand Stiefel aufgrund seiner Familiengeschichte. Sein Urgroßvater Friedrich Stiefel war 1893 Opfer eines Raubmordes und dessen Großvater, Johannes Stiefel, war 50 Jahre zuvor ebenfalls ermordet worden. Diese Geschichten hat Stiefel über mehrere Jahre ausführlich recherchiert und mit den Romanen Stiefels Stein und Via Bologna – Ein Toter in Hohenzollern veröffentlicht.
In Stiefels Stein beschäftigt sich der Autor im Wesentlichen mit der Sozialgeschichte seiner Urgroßmutter Karoline, die nach dem gewaltsamen Tod ihres Mannes mit zwölf Kindern auf die Straße gesetzt wurde und ihr Schicksal meistern musste. Sie wurde 1895 die erste Heimmutter des Diasporahauses in Bietenhausen, heute ein Ortsteil von Rangendingen im Zollernalbkreis, und der damit einhergehenden Schulgründung im Ort. Nach ihr ist in Bietenhausen ein öffentlicher Platz benannt: der Karoline-Stiefel-Platz.
In dem historischen Kriminalroman Via Bologna betrachtet Gerd Stiefel die Geschichte aus der Perspektive des Mörders Jakob Egle und schildert zudem das Schmugglerwesen auf den Schmugglerpfaden von Lautlingen.
Stiefels Kriminalromane nehmen, aufgrund seiner kriminalistischen Erfahrung, oft Bezug zu tatsächlichen Kriminalfällen und spielen zumeist im badischen Raum. Hauptprotagonist ist darin die fiktive Figur des Kripochef Karl Grimm.

## Veröffentlichungen
- Die verlorenen Seelen vom Bodensee. Verlag Regionalkultur, Ubstadt-Weiher 2024, ISBN 978-3-95505-428-1
- Soko Hegau. Gmeiner-Verlag, Meßkirch 2023, ISBN 978-3-8392-0415-3
- Via Bologna – Ein Toter in Hohenzollern. Gmeiner-Verlag, Meßkirch 2018, ISBN 978-3-8392-2205-8
- Stiefels Stein. Silberburg-Verlag, Tübingen 2011/12, ISBN 978-3-8425-1120-0
- Prognose krimineller Karrieren. Felix Verlag, Holzkirchen 1996, ISBN 3-927983-11-X